# Miguel Horta e Costa
Miguel António Igrejas Horta e Costa CvGDM • GCGDM • GCHDM • GCIH • ComNSC (Lisboa, São Sebastião da Pedreira, 28 de Julho de 1948) é um economista e administrador de empresas português.

## Família
É filho de Miguel António de Cisneiros Ferreira Horta e Costa, bisneto por varonia do 2.º Barão de Santa Comba Dão, e de sua mulher Virgínia Cândida Holbeche Fino Igrejas, e primo em terceiro grau de Luís Miguel Oliveira Horta e Costa e de António da Costa de Albuquerque de Sousa Lara e meio-primo em terceiro grau de António Mota de Sousa Horta Osório.

## Biografia
Miguel António Igrejas Horta e Costa licenciou-se em Economia, no Instituto Superior de Ciências Económicas e Financeiras, actual ISEG - Instituto Superior de Economia e Gestão, da Universidade Técnica de Lisboa, e fez duas pós-graduações em Organização e Gestão de Empresas designadamente no Management College (BPO – Universidade de Birmingham) e na Universidade de Navarra (AESE).
Inicia a sua vida profissional com um estágio no então Banco Português do Atlântico e em 1972 entra para os CTT como técnico de organizações.
Em 1976, o então Secretário de Estado das Finanças, Sousa-Franco, convida-o para adjunto, uma experiência de 6 meses que o pôs em contacto com a governação do país.
Após ficar encarregue de várias funções na direcção dos CTT/TLP, assume, em 1981, a presidência da Companhia Portuguesa Rádio Marconi, cargo que mantém até 1984, ano em que se tornaria Vice-Presidente dos CTT/TLP.
Em 1987, após o momento da adesão de Portugal à então CEE, e até 1990, Miguel Horta e Costa desempenha as funções de Secretário de Estado do Comércio Externo no XI Governo Constitucional.
Em 1990 regressa à banca para ser Administrador do Banco Espírito Santo e do Espirito Santo Investment Bank entre 1990 e 1995.
Em Janeiro de 2015 Miguel Horta e Costa foi constituído arguido e interrogado pelo Departamento Central de Investigação e Acção Penal (DCIAP) no âmbito do Caso Mensalão, após ter sido denunciado pelo publicitário brasileiro Marcos Valério de ter negociando directamente com o então presidente do Brasil Lula da Silva um financiamento ao Partido dos Trabalhadores no valor de 2,6 milhões de euros, alegadamente cometendo um crime de "corrupção no comércio internacional", que teria tido lugar entre 2004 e 2005. Em Setembro de 2015 o DCIAP deu por concluído o inquérito crime instaurado contra Horta e Costa, ilibando-o das acusações de corrupção.
Após deixar o cargo na PT, Miguel Horta e Costa ocupou a posição de vice-presidente do conselho de administração do Haitong (ex-BESI), posição a que renunciou em Maio de 2016.

### Condecorações e outras honras
É Cavaleiro de Graça e Devoção desde 1979, condecorado com a respectiva Grã-Cruz da Ordem Pro Merito Melitensi em 1985, elevado a Grã-Cruz de Graça e Devoção em 1998, Embaixador em Cabo Verde desde 2004, Grã-Cruz de Honra e Devoção desde 2005 e Vice-Presidente da Assembleia dos Cavaleiros Portugueses desde 2006 da Ordem Soberana e Militar Hospitalária de São João de Jerusalém, de Rodes e de Malta. É Cavaleiro desde 1982 e Cavaleiro-Comendador desde 2000 da Ordem Equestre do Santo Sepulcro de Jerusalém.
É Membro da Real Hermandad de Infanzones de Nuestra Señora de la Caridad de la Imperial Villa de Illescas, de Espanha, desde 1987.
Foi condecorado com a Grã-Cruz da Ordem do Mérito do Luxemburgo a ? de ? de 1988, como Excelentíssimo Senhor Grã-Cruz da Ordem do Mérito Civil de Espanha a 20 de Março de 1989 e como Cavaleiro de Grã-Cruz da Ordem de Mérito da República Italiana de Itália a 18 de Julho de 1990, e com o grau de Grande-Oficial da Ordem Nacional do Mérito de França a 28 de Janeiro de 1991.
É Comendador da Real Ordem Militar de Nossa Senhora da Conceição de Vila Viçosa desde 2002, Cavaleiro de Grã-Cruz de Justiça da Sagrada Ordem Militar Constantiniana de São Jorge, da Casa Real das Duas Sicílias - Ramo do Duque de Castro desde 1999, e Representante da mesma pelo mesmo em Portugal.
Registou Armas no Conselho de Nobreza por Alvará de 10 de Junho de 1979 - escudo esquartelado: I de Sousa dos Senhores do Prado (erradamente, pois deveria ser de Sousa dos Senhores de Arronches), II (que deveria ir em III) de Almeida, III (que deveria ir em II) de Macedo e IV de Vasconcelos, timbre de Sousa dos Senhores do Prado (erradamente, pois deveria ser de Sousa dos Senhores de Arronches), tendo por diferença uma mosqueta de negro.
Por Carta de 24 de Maio de 2004, Duarte Pio de Bragança atribuiu-lhe, com carácter vitalício, a intitulação de Barão, para usar privadamente antecedendo o nome e seguido da designação do título da família: Barão Miguel António Igrejas Horta e Costa (Santa Comba Dão).
A 9 de Junho de 2014 foi agraciado com a Grã-Cruz da Ordem do Infante D. Henrique.

## Casamento e descendência
Casou em Lisboa, Pena, na Capela do Paço Patriarcal, a 25 de Março de 1972, com D. Maria Francisca de Castro de Mendia (Lisboa, São Sebastião da Pedreira, 24 de Setembro de 1952), a qual também registou Armas no Conselho de Nobreza por Alvará de 25 de Maio de 1979 - lisonja partida: I de Mendia, II cortado, 1.º de Castro de 13 arruelas e 2.º de Almeida. Irmã de D. João de Castro de Mendia, 12.º Marquês das Minas, 16.º Conde do Prado, 10.º Conde de Resende, 4.º Conde de Carvalhal, 3.º Visconde de Beire, 29.º Almirante de Portugal e Chefe de Nome e Armas dos de Sousa dos Senhores do Prado e dos de Castro de 13 arruelas, sobrinhos-netos do 1.º Visconde e 1.º Conde de Cunha Matos e do 1.º Conde de Mendia, o qual foi também 1.º Marquês de Mendia em Espanha. Deste casamento tem um filho e uma filha.